# Ядро операционной системы
Ядро́ (англ. kernel) — центральная часть операционной системы (ОС), обеспечивающая приложениям координированный доступ к ресурсам компьютера, таким как процессорное время, память, внешнее аппаратное обеспечение, внешнее устройство ввода и вывода информации. Также обычно ядро предоставляет сервисы файловой системы и сетевых протоколов.
Как основополагающий элемент ОС, ядро представляет собой наиболее низкий уровень абстракции для доступа приложений к ресурсам системы, необходимым для их работы. Как правило, ядро предоставляет такой доступ исполняемым процессам соответствующих приложений за счёт использования механизмов межпроцессного взаимодействия и обращения приложений к системным вызовам ОС.
Описанная задача может различаться в зависимости от типа архитектуры ядра и способа её реализации.

## Типы архитектур ядер операционных систем

### Монолитное ядро
Монолитное ядро (англ. monolithic kernel) предоставляет богатый набор абстракций оборудования. Все части монолитного ядра работают в одном адресном пространстве. Это такая схема операционной системы, при которой все компоненты её ядра являются составными частями одной программы, используют общие структуры данных и взаимодействуют друг с другом путём непосредственного вызова процедур. Монолитное ядро — старейший способ организации операционных систем. Примером систем с монолитным ядром является большинство UNIX-систем.
- Достоинства: Скорость работы, упрощённая разработка модулей.
- Недостатки: Поскольку всё ядро работает в одном адресном пространстве, сбой в одном из компонентов может нарушить работоспособность всей системы[1].

Примеры: Традиционные ядра UNIX (такие как BSD), Linux; ядро MS-DOS, ядро KolibriOS.
Некоторые старые монолитные ядра, в особенности систем класса UNIX/Linux, требовали перекомпиляции при любом изменении состава оборудования. Большинство современных ядер позволяет во время работы подгружать модули, выполняющие часть функций ядра. В этом случае компоненты операционной системы являются не самостоятельными модулями, а составными частями одной большой программы, называемой монолитным ядром (monolithic kernel), которое представляет собой набор процедур, каждая из которых может вызвать каждую. Все процедуры работают в привилегированном режиме.

### Модульное ядро
Модульное ядро — современная, усовершенствованная модификация архитектуры монолитных ядер операционных систем.
В отличие от «классических» монолитных ядер, модульные ядра, как правило, не требуют полной перекомпиляции ядра при изменении состава аппаратного обеспечения компьютера. Вместо этого модульные ядра предоставляют тот или иной механизм подгрузки модулей ядра, поддерживающих то или иное аппаратное обеспечение (например, драйверов). При этом подгрузка модулей может быть как динамической (выполняемой «на лету», без перезагрузки ОС, в работающей системе), так и статической (выполняемой при перезагрузке ОС после переконфигурирования системы на загрузку тех или иных модулей).
- Достоинства: Нет необходимости собирать ядро при установке нового аппаратного устройства.
- Недостатки: Скорость работы ядра.

### Микроядро
Микроядро предоставляет только элементарные функции управления процессами и минимальный набор абстракций для работы с оборудованием. Бо́льшая часть работы осуществляется с помощью специальных пользовательских процессов, называемых сервисами. Решающим критерием «микроядерности» является размещение всех или почти всех драйверов и модулей в сервисных процессах, иногда с явной невозможностью загрузки любых модулей расширения в собственно микроядро, а также разработки таких расширений. Примером системы с микроядром является Symbian OS.
- Достоинства: Устойчивость к сбоям оборудования, ошибкам в компонентах системы. Основное достоинство микроядерной архитектуры — высокая степень модульности ядра операционной системы. Это существенно упрощает добавление в него новых компонентов. В микроядерной операционной системе можно, не прерывая её работы, загружать и выгружать новые драйверы, файловые системы и т. д. Существенно упрощается процесс отладки компонентов ядра, так как новая версия драйвера может загружаться без перезапуска всей операционной системы. Компоненты ядра операционной системы ничем принципиально не отличаются от пользовательских программ, поэтому для их отладки можно применять обычные средства. Микроядерная архитектура повышает надежность системы, поскольку ошибка на уровне непривилегированной программы менее опасна, чем отказ на уровне режима ядра[1].
- Недостатки: Передача данных между процессами требует накладных расходов.

Классические микроядра предоставляют лишь очень небольшой набор низкоуровневых примитивов, или системных вызовов, реализующих базовые сервисы операционной системы.
- Сервисные процессы (в принятой в семействе UNIX терминологии — «демоны») активно используются в самых различных ОС для задач типа запуска программ по расписанию (UNIX и Windows NT), ведения журналов событий (UNIX и Windows NT), централизованной проверки паролей и хранения пароля текущего интерактивного пользователя в специально ограниченной области памяти (Windows NT). Тем не менее, не следует считать ОС микроядерными только из-за использований такой архитектуры.

Примеры: Symbian OS; Windows CE; OpenVMS; Mach, используемый в GNU/Hurd и Mac OS X; QNX; AIX; Minix; ChorusOS; AmigaOS; MorphOS.

### Экзоядро
Экзоядро — ядро операционной системы, предоставляющее лишь функции для взаимодействия между процессами, безопасного выделения и освобождения ресурсов. Предполагается, что API для прикладных программ будут предоставляться внешними по отношению к ядру библиотеками (откуда и название архитектуры).
Возможность доступа к устройствам на уровне контроллеров позволит эффективней решать некоторые задачи, которые плохо вписываются в рамки универсальной ОС, например, реализация СУБД будет иметь доступ к диску на уровне секторов диска, а не файлов и кластеров, что положительно скажется на быстродействии.

### Наноядро
Наноядро — архитектура ядра операционной системы, в рамках которой крайне упрощённое и минималистичное ядро выполняет лишь одну задачу — обработку аппаратных прерываний, генерируемых устройствами компьютера. После обработки прерываний от аппаратуры наноядро, в свою очередь, посылает информацию о результатах обработки (например, полученные с клавиатуры символы) вышележащему программному обеспечению при помощи того же механизма прерываний. Примером является KeyKOS — самая первая ОС на наноядре. Первая версия вышла ещё в 1983 году.

### Гибридное ядро
Гибридные ядра — это модифицированные микроядра, позволяющие для ускорения работы запускать «несущественные» части в пространстве ядра. Пример: ядра ОС Windows семейства NT, также Windows CE и Windows Mobile.

## Комбинация разных подходов
Все рассмотренные подходы к построению операционных систем имеют свои достоинства и недостатки. В большинстве случаев современные операционные системы используют различные комбинации этих подходов. Так, например, сейчас ядро «Linux» представляет собой монолитную систему с отдельными элементами модульного ядра. При компиляции ядра можно разрешить динамическую загрузку и выгрузку очень многих компонентов ядра — так называемых модулей. В момент загрузки модуля его код загружается на уровне системы и связывается с остальной частью ядра. Внутри модуля могут использоваться любые экспортируемые ядром функции.
Существуют варианты ОС GNU, в которых вместо монолитного ядра применяется ядро Mach (такое же, как в Hurd), а поверх него крутятся в пользовательском пространстве те же самые процессы, которые при использовании Linux были бы частью ядра.
Другим примером смешанного подхода может служить возможность запуска операционной системы с монолитным ядром под управлением микроядра. Так устроены 4.4BSD и MkLinux, основанные на микроядре Mach. Микроядро обеспечивает управление виртуальной памятью и работу низкоуровневых драйверов. Все остальные функции, в том числе взаимодействие с прикладными программами, осуществляются монолитным ядром. Данный подход сформировался в результате попыток использовать преимущества микроядерной архитектуры, сохраняя по возможности хорошо отлаженный код монолитного ядра.
Смешанное ядро, в принципе, должно объединять преимущества монолитного ядра и микроядра: казалось бы, микроядро и монолитное ядро — крайности, а смешанное — золотая середина. В них возможно добавлять драйвера устройств двумя способами: и внутрь ядра, и в пользовательское пространство. Но на практике концепция смешанного ядра часто подчёркивает не только достоинства, но и недостатки обоих типов ядер.
Примеры: Windows NT, DragonFly BSD.